# Perseo che uccide il drago
Perseo che uccide il drago (Persée tuant le dragon) è un dipinto a olio su tela del pittore franco-svizzero Félix Vallotton, realizzato nel 1910. Il dipinto è oggi conservato al Musée d'art et d'histoire di Ginevra.

## Storia
Nel 1911 il quadro venne esposto al Salon d'Automne (Salone d'Autunno), ma non ebbe successo, in quanto l'opera era molto lontana dall'effettivo tema artistico al quale si ispirava. Il dipinto venne acquistato dal museo ginevrino nel 1974.

## Descrizione

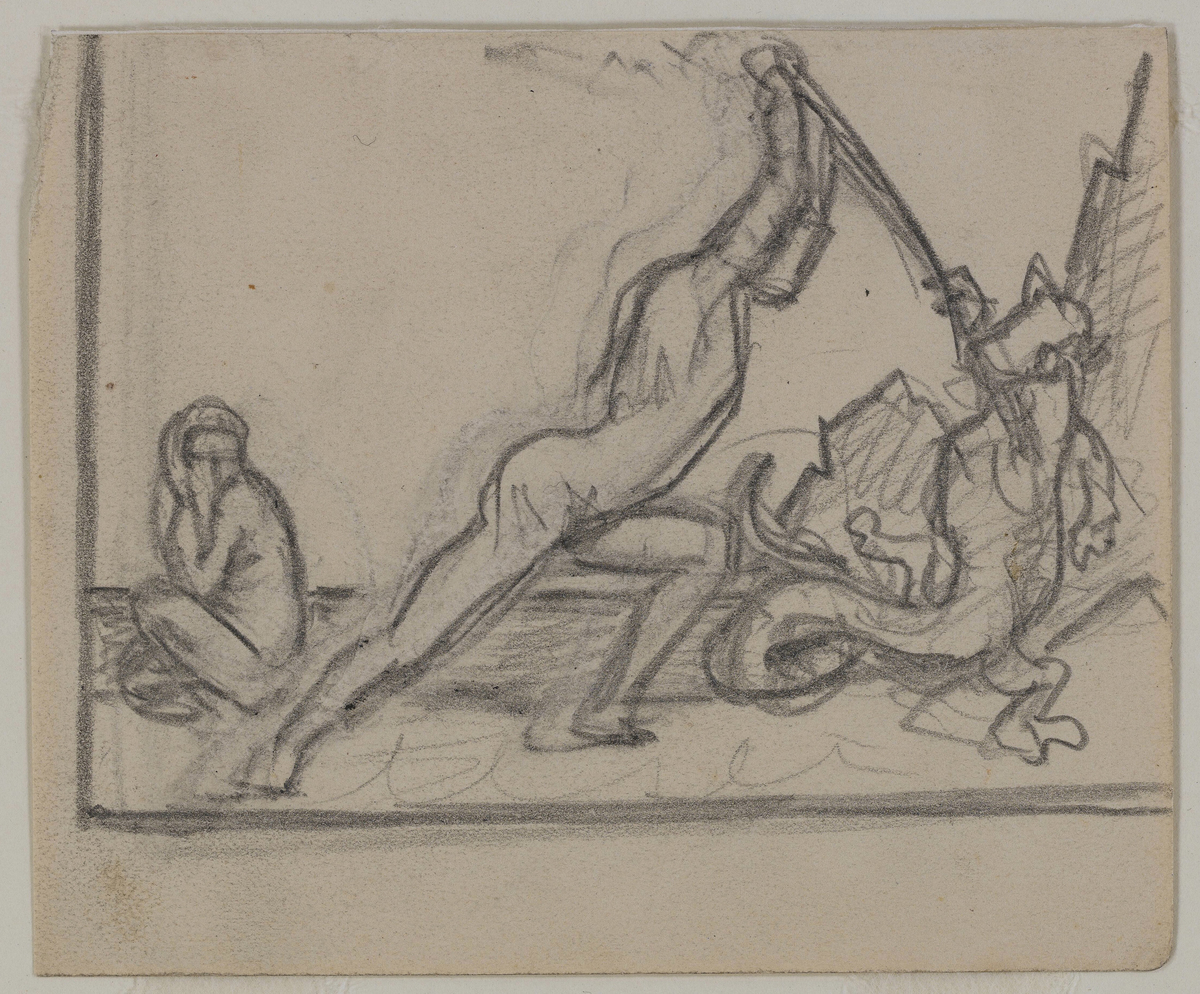
Uno studio per l'opera, oggi a Ginevra.

Il dipinto raffigura il salvataggio di Andromeda, principessa d'Etiopia, da parte dell'eroe Perseo, che sconfigge il mostro marino che la voleva divorare. Da questo episodio della mitologia greca Vallotton avrebbe tratto anche il dipinto Andromeda in piedi e Perseo del 1918. Tuttavia, questo quadro presenta una versione ironica e stravagante del mito, rendendo il quadro diverso da quelli dipinti in passato sullo stesso tema: il mostro marino ha l'aspetto di un coccodrillo beffardo (nonostante in un bozzetto questo avesse l'aspetto di un drago marino), seduto sulla coda e con le zampe posteriori in aria, che sembra giocare con il bastone di Perseo; Perseo non ha né l'armatura, né la spada, né è accompagnato dal destriero alato Pegaso, ma combatte completamente nudo ed armato soltanto di un bastone. Andromeda non è incatenata ad uno scoglio, cosa che sottolinea l'assurdità di questo combattimento, dato che la donna potrebbe fuggire ma non lo fa. Vallotton raffigura così un'Andromeda che non è incatenata e che è congelata dal disgusto sia per lo scontro, quanto per Perseo, mostrato in una virilità combattiva del tutto inutile.